# Тариха
Тариха, повна назва Сан Бернардо де ля Фронтера де Тариха (ісп. Tarija, San Bernardo de la Frontera de Tarija; аймар. Tarixa) — велике місто на півдні Болівії. Було засновано 1574 року, населення становить 170 900 чоловік (станом на 2006 рік). Тариха є столицею та найбільшим містом департаменту Тариха. На території міста розміщено аеропорт (TJA).

## Клімат
Місто знаходиться у зоні, котра характеризується океанічним кліматом субтропічних нагір'їв. Найтепліший місяць — лютий із середньою температурою 23.3 °C (74 °F). Найхолодніший місяць — липень, із середньою температурою 16.7 °С (62 °F).
| Клімат Тарихи           | Клімат Тарихи | Клімат Тарихи | Клімат Тарихи | Клімат Тарихи | Клімат Тарихи | Клімат Тарихи | Клімат Тарихи | Клімат Тарихи | Клімат Тарихи | Клімат Тарихи | Клімат Тарихи | Клімат Тарихи | Клімат Тарихи |
| Показник                | Січ.          | Лют.          | Бер.          | Квіт.         | Трав.         | Черв.         | Лип.          | Серп.         | Вер.          | Жовт.         | Лист.         | Груд.         | Рік           |
| Абсолютний максимум, °C | 38            | 45            | 45            | 47            | 45            | 37            | 37            | 42            | 40            | 42            | 38            | 38            | 47            |
| Середній максимум, °C   | 27            | 30            | 28            | 28            | 27            | 26            | 25            | 27            | 27            | 28            | 27            | 27            | 27            |
| Середня температура, °C | 20            | 23            | 20            | 20            | 18            | 16            | 16            | 18            | 19            | 20            | 20            | 20            | 19            |
| Середній мінімум, °C    | 14            | 16            | 13            | 12            | 10            | 7             | 7             | 9             | 11            | 12            | 13            | 13            | 12            |
| Абсолютний мінімум, °C  | 5             | 7             | 5             | 5             | 0             | −2            | −4            | 1             | −1            | 0             | 1             | 5             | −4            |
| Норма опадів, мм        | 120           | 80            | 60            | 20            | 0             | 0             | 0             | 0             | 10            | 20            | 40            | 90            | 490           |
| Днів з дощем            | 7             | 5             | 4             | 2             | 1             | 0             | 0             | 0             | 1             | 2             | 3             | 6             | 35            |
| Вологість повітря, %    | 67            | 68            | 69            | 64            | 56            | 51            | 52            | 51            | 49            | 53            | 60            | 62            | 59            |
| ----------------------- | ------------- | ------------- | ------------- | ------------- | ------------- | ------------- | ------------- | ------------- | ------------- | ------------- | ------------- | ------------- | ------------- |
| Джерело: Weatherbase    |               |               |               |               |               |               |               |               |               |               |               |               |               |